# Gainesville, Missouri
Gainesville är administrativ huvudort i Ozark County i Missouri. Orten fick sitt namn efter Gainesville i Georgia.